# USS LST-954
O USS LST-954 foi um navio de guerra norte-americano da classe LST que operou durante a Segunda Guerra Mundial.